# Seznam hrvaških rokometašev
Seznam hrvaških rokometašev.

## A
- Mirko Alilović - Matej Ašanin

## B
- Željko Babić - Ivano Balić - Mirko Bašić - Zvonimir Bilić - Valentina Blažević - Ilija Brozović - Klaudija Bubalo - Denis Buntić -

## C
- Luka Cindrić -

## Č
- Petar Čarić - Patrik Ćavar - Ivan Čupić

## Ć
- Patrik Ćavar

## D
- Ana Debelić - Irislav Dolenec - Davor Dominiković - Domagoj Duvnjak - Mirza Džomba -

## F
- Farkaš - Marijan Flander (slov.-hrv. trener ...)

## G
- Jakov Gojun - Filip Glavaš - Ivan Goluža - Slavko Goluža - Grahovac - Bruno Gudelj -

## H
- Hrvoje Horvat - Zlatko Horvat - Matej Hrstić

## I
- Katica Ileš - Zdenka Ištvanović

## J
- Halil Jaganjac - Marijan Jakšeković - Boris Jarak - Vladimir Jelčić - Marin Jelinić - Katarina Ježić - Božidar Jović - Pavle Jurina

## K
- Nikša Kaleb - Ivana Kapitanović - (Nikola Karabatić) - Igor Karačić - Mario Kelentrić - Nenad Kljaić - Ana Knežević - Marko Kopljar - Ante Kostelić - Krešimir Kozina - Branko Kralj-"King"-Kuže - Dominik Kuzmanović

## L
- Blaženko Lacković - Venio Losert - Tin Lučin

## M
- Marko Mamić - David Mandić - Marino Marić - Siniša Markota - Ivan Martinović - Vlado Matanović - Valter Matosević - Petar Metličić - Lovro Mihić - Zdravko Miljak - Josip Miljković - Željko Musa

## N
- Alvaro Načinović - Ivan Ninčević

## O
- Obrvan - Olivera Oroz - Petra Oštarjaš -

## P
- Goran Perkovac - Ivan Pešić - Adriana Prosenjak - Iztok Puc - Rolando Pušnik

## S
- Ivan Slišković - Irfan Smajlagić - Zvonimir Srna - Luka Stepančić - Renato Sulić -

## Š
- Josip Šarac - Luka Šebetić - Marin Šego - Marin Šipić - Vlado Šola - (Mario Šoštarič) - Denis Špoljarić - Manuel Štrlek - Vladimir Šujster - Mate Šunjić

## T
- Vilim Tičić - Marta Tomac - Ratko Tomljanović - Mara Torti -

## V
- Tonči Valčić - Ivan Vida - Igor Vori - (Ljubomir Vranješ)?- (Veselin Vujović) - Ivan Vukas - Ljubo Vukić - Katarina Vukoja Babić

## Z
- Zdravko Zovko - Vedran Zrnić -